# Родеріх Еркерт
Родеріх Еркерт (нім. Roderich von Erckert; Родеріх фон Еркерт; Родеріх Федорович Еркерт; 15 грудня 1821, Хелмно — 12 грудня 1900, Берлін) — німецький етнограф, картограф, офіцер на російській службі, дійсний член Російського географічного товариства. Автор нарисів з історії та етнографії західних губерній Російської імперії та Кавказу, упорядник етнографічних карт, учасник складання монументальної праці «Етнографічний опис народів Росії», що вийшла в 1862 році під редакцією Густав-Теодора Паулі.

## Етнографічний атлас західноруських губерній і сусідніх областей

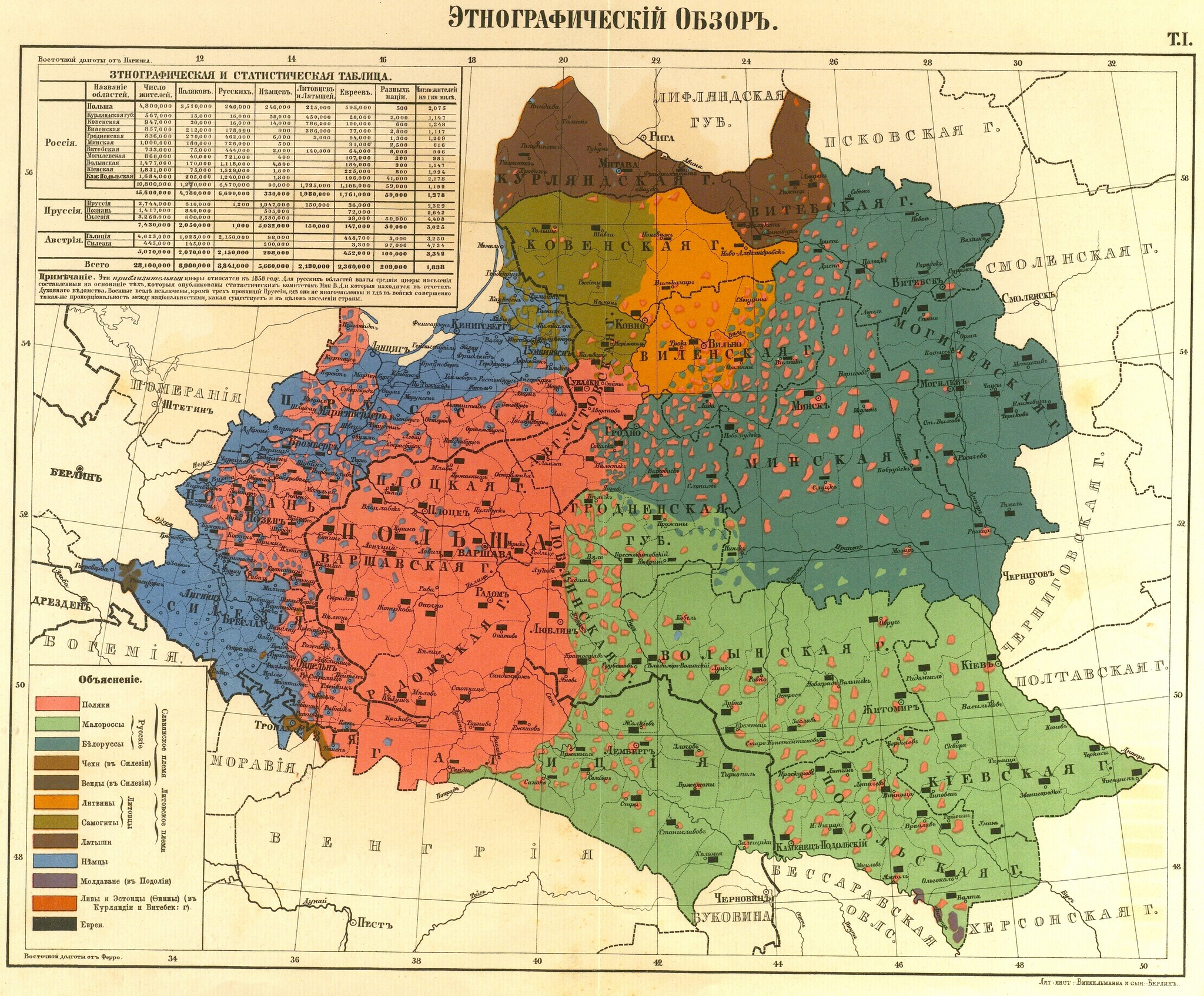
Етнографічна мапа західних теренів Російської імперії за Родеріхом Еркертом, 1863 рік

У 1863 році Родеріх Еркерт видав дві версії етнографічного атласу: французькою мовою (Atlas Ethnographique des provinces habitées en totalité ou en partie par des Polonais), у французькому заголовку — «губернії, населені повністю або частково поляками». Атлас складено за офіційним даними Міністерства внутрішніх справ за 1858 рік. Еркерт у своєму атласі навів чисельний і національний склад населення Російської імперії, Австрії та Пруссії на 1858 рік. На базі Атласу була видана праця Р. Ф. Еркерта «Погляд на історію та етнографію західних губерній Росії» («Взгляд на историю и этнографию западных губерний России», 1864) яка є частково примітна. Автор дотримувався сумнівної точки зору на співвідношення етнічної та конфесійної приналежності населення західних губерній Росії. Р. Еркерт вважав, що все слов'янське католицьке населення там було за національністю поляками. Він, щоправда, припускав, що його твердження застосовне більшою мірою до Правобережної України, аніж до Білорусі, де етнічна самосвідомість білорусів та українців була виявлена слабкіше. Все ж таки твердження Р. Еркета були помилковими, оскільки на території Росії мова, зрештою, виявилася набагато більш точною і чіткішою етнічною ознакою для виділення українців, ніж конфесійна приналежність.

## Вибрані праці
- Этнографический атлас западнорусских губерний и соседних областей. Санкт-Петербург, 1863.
- Atlas Ethnographique des provinces habitées en totalité ou en partie par des Polonais. St. Petersbourg, 1863.
- Кавказ и его народы. 1887
- Происхождение казаков по русским источникам. 1882
- Языки кавказской расы. 1895
- Миграции и поселения германских племен в Центральной Европе. 1901